# Mr. So & So
Mr. So & So is een Britse muziekgroep, opgericht in 1989.
De band is opgericht door Dave Foster en Shaun McGowan (Magoo) in Leigh nabij Manchester. Zij zochten medemusici in het genre progressieve rock, maar dan wel de oude tak zoals Genesis, Yes, maar ook The Who en The Beatles. In het begin was Mr. So & So een doorgangshuis van musici. Uiteindelijk vond men in 1991 een stabiele samenstelling. Ze trokken de Pagan Studio in Runcorn in voor hun eerste muziekalbum. Het werd de ep Thoughts of fear and principle. In de studio zat ook een platenlabel en die zag wel wat in de band; ze mochten hun eerste langspeelplaat opnemen. Mr. So & So speelde concerten en kwam in contact met Cyclops Records, dat toen was opgericht vanuit een platenzaak gespecialiseerd in progressieve rock. Het album Compedium bracht opnieuw personeelswisselingen (Charlotte Evans kwam), maar tevens enig succes. Het album vormde hun doorbraak naar het wat grotere publiek. Er waren wat strubbelingen met het management hetgeen Mr. So & So noopte tot het voeren van hun eigen zaken.
Steve Rothery van Marillion en Dorian Records nam contact op met de band en zag wel mogelijkheden tot opnamen en uitgifte van een studioalbum. The Overlap werd deels opgenomen in de Racket Club (van Marillion) en ze traden daar ook op. Succes bracht ook de eerste muzikale meningsverschillen met zich mee. De diverse stemmen werden in diverse geluidsstudios opgenomen en vooral McGowan reisde steeds op en neer. Op hetzelfde moment vroeg Marillion Mr. So & So om als hun voorprogramma te dienen tijdens de This Strange Engine-tournee, waarbij de relatieve kleine band in grote concertzalen kwam te spelen zoals Shepherd's Bush Empire en de Manchester Apollo. Het album kwam pas na de tournee gereed in 1998, terwijl als ze iets vlotter waren geweest, zij hun album tijdens de tournee aan de man hadden konden brengen. Ze speelden nog wel soms mee tijdens de Radiation-tournee van Marillion.
De financiën wilden niet echt vlotten en verzoeken om verdere optredens bleven uit. In 1999 besloot de band er een punt achter te zetten. Ieder ging hun weg McGowan ging naar Mirrorball (waar ook Ian Jones speelde), Foster, Evans en Parr richtten Sleeping Giant op, Twist ging spelen in de band van Carl Palmer Qango.
In 2005 ontmoette Foster, McGowans vriendin in een tributeband gericht op Sting en van het een kwam het ander. Mr. So & So kwam met Evans weer gedeeltelijk bij elkaar. De andere leden waren nog elders bezig dus ze moesten andere musici aantrekken. Uiteindelijk werd het het vijftal McGowan, Foster, Evens, Browne en Andy Rigler. Men kondigde, opnieuw na optredens met Marillion, aan dat er eind 2007 een nieuw album zou komen. Dat werd echter 2009. Een platenlabel heeft de band nog niet kunnen vinden.
Voor het voortbestaan van Mr. So & So moet gevreesd worden, want Foster kon zich aansluiten bij Rotherys The Wishing Tree en kwam in 2010 met een soloalbum Gravity. McGowan speelde wel daarop mee. De band leidde/leidt een sluimerend bestaan maar hoopt op een nieuw album in 2011. Het zou tot 2013 duren eer dat er een nieuw album verscheen, via crowdfundig tot stand gebracht.

## Discografie
Band:
- 1991: Thoughts of fear and principle
- 1992: Paraphernalia
- 1995: Compendium
- 1998: The Overlap
- 2009: Sugarstealer
- 2013: Truths, lies and half lies

## Foster solo
- 2010: Gravity